# Balingen
Balingen je německé velké okresní město ve spolkové zemi Bádensko-Württembersko. Je součástí zemského okresu Zollernalb ve vládním obvodu Tübingen. Žije zde přibližně 35 tisíc obyvatel.

## Místní části
- Dürrwangen
- Endingen
- Engstlatt
- Erzingen
- Frommern
- Heselwangen
- Ostdorf
- Rosswangen
- Stockenhausen
- Streichen
- Weilstetten
- Zillhausen